# Olaf Baale
Olaf Baale (* 1959 in Wolgast) ist ein deutscher Journalist.
Baale besitzt ein eigenes Hörfunkstudio und produziert Ratgebersendungen, Features und Beiträge zum politischen Zeitgeschehen für diverse Rundfunksender. Er lebt mit seiner Familie in Wismar. 

## Veröffentlichungen
- »Die Verwaltungsarmee« (2004)
- »Das deutsche Führungsproblem« (2005)
- »Abbau Ost« (2008)
- »Links in Deutschland: der unaufhörliche Niedergang einer von Herzen kommenden Bewegung« (2011)